# Barszcz (roślina)

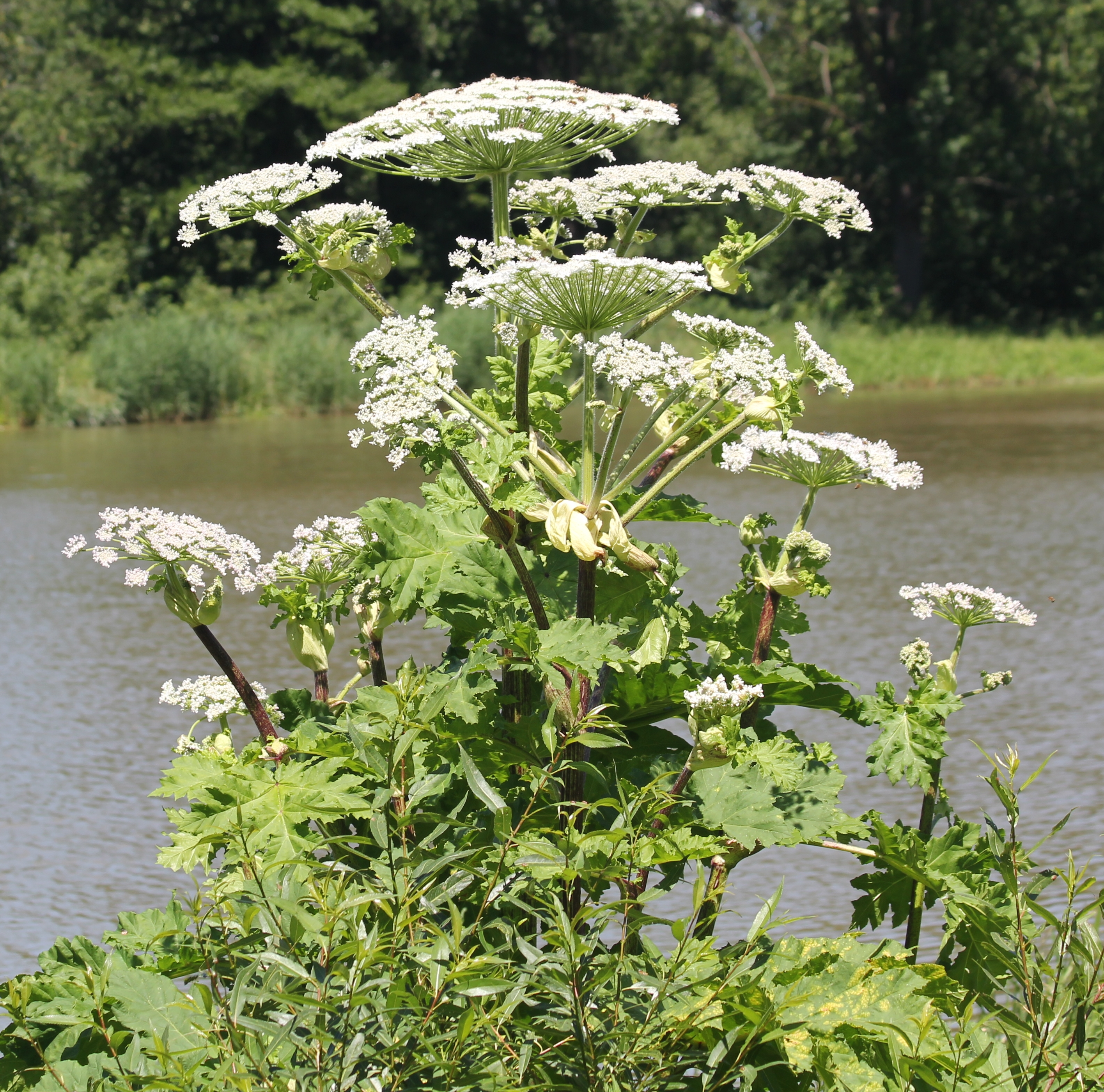
Barszcz Sosnowskiego

Barszcz (Heracleum L.) – rodzaj z rodziny selerowatych (Apiaceae). Obejmuje 88 gatunków. Rośliny te są szeroko rozprzestrzenione na półkuli północnej, głównie w strefie klimatu umiarkowanego.
Kilka gatunków azjatyckich i kaukaskich osiągających okazałe rozmiary, z kwiatostanami o średnicy do 1 m, rozpowszechnionych zostało jako rośliny ozdobne (niektóre także jako pastewne), po czym stały się inwazyjne w Europie i Ameryce Północnej – barszcz Mantegazziego H. mantegazzianum, barszcz Sosnowskiego H. sosnowskyi i barszcz perski H. persicum. Niektóre gatunki wykorzystywane są jako lecznicze, pastewne, przyprawowe. Niektóre gatunki odgrywają istotną rolę w tradycyjnej medycynie chińskiej.

## Rozmieszczenie geograficzne

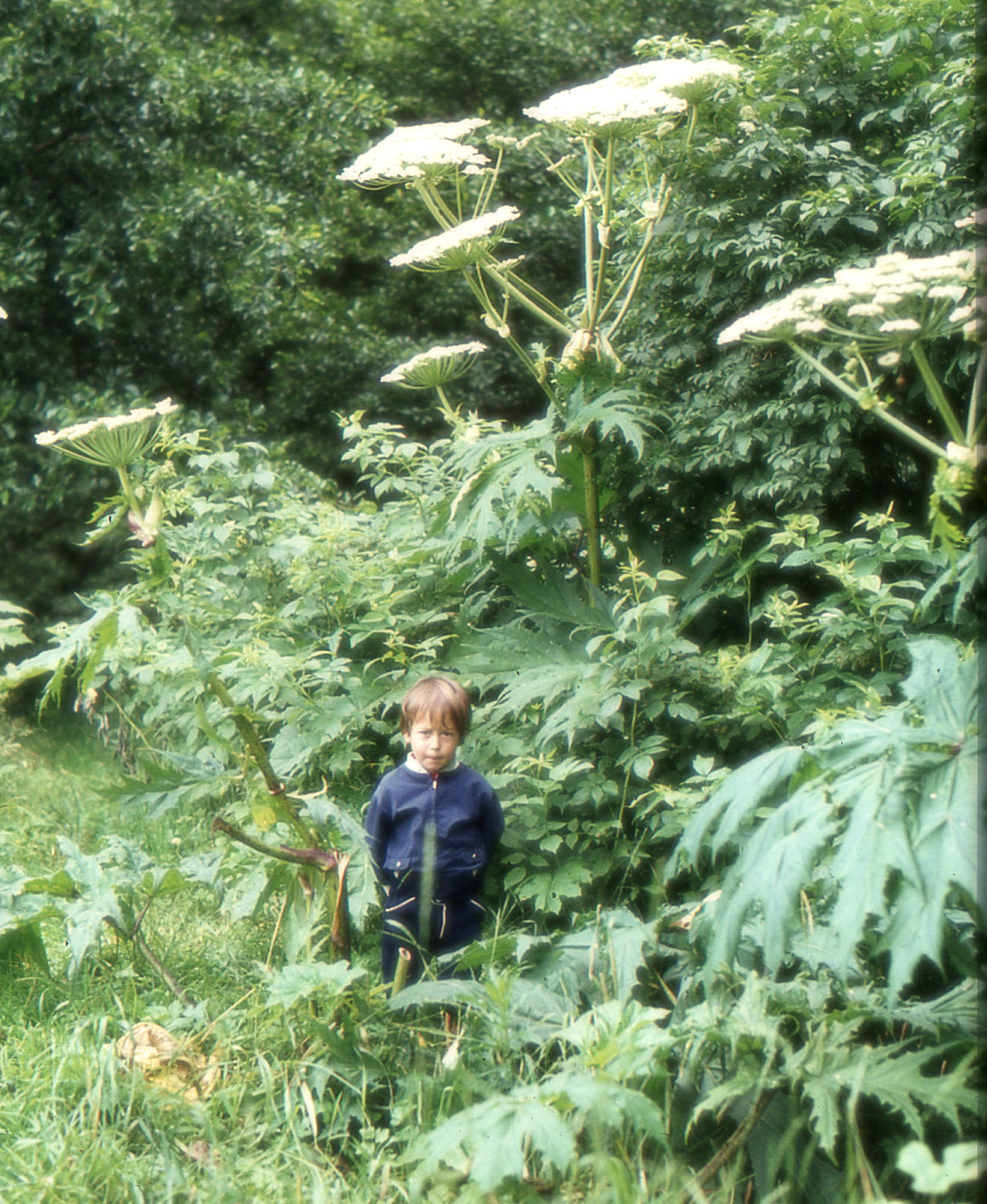
Barszcz Mantegazziego

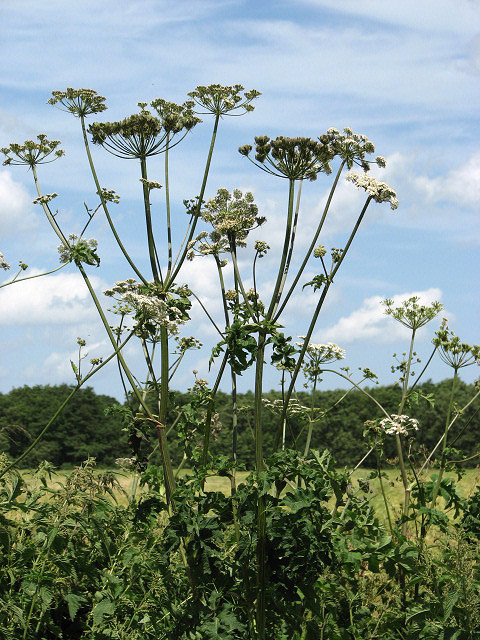
Barszcz zwyczajny

Zasięg rodzaju obejmuje strefę umiarkowaną półkuli północnej oraz obszary górskie w strefie międzyzwrotnikowej. Większość przedstawicieli występuje w Azji (brak ich tylko na krańcach południowych i południowo-wschodnich tego kontynentu). W Europie rośnie 8 gatunków, jeden w Ameryce Północnej (na Alasce, w Kanadzie i Stanach Zjednoczonych, z wyłączeniem ich południowo-wschodniej części). W Afryce rodzaj występuje w północno-zachodniej części kontynentu oraz w górach strefy międzyzwrotnikowej.
Gatunki flory Polski
- barszcz Mantegazziego Heracleum mantegazzianum Sommier & Levier – zadomowiony antropofit
- barszcz kosmaty Heracleum pubescens (Hoffm.) M.Bieb. – efemerofit
- barszcz Sosnowskiego Heracleum sosnowskyi Manden. – zadomowiony antropofit
- barszcz syberyjski Heracleum sibiricum L.
- barszcz zwyczajny Heracleum sphondylium L.

## Morfologia
PokrójByliny, rzadko rośliny dwuletnie o łodygach prosto wzniesionych, rozgałęziających się, żebrowanych, kreskowanych lub okrągłych na przekroju. Korzeń zwykle zgrubiały, walcowaty lub wrzecionowaty, rzadziej system korzeniowy wiązkowy. Pędy lub różne ich części owłosione lub nagie.
LiściePrzynajmniej dolne i odziomkowe ogonkowe, z szeroką pochwą liściową. Blaszki trójlistkowe lub pierzaste, o odcinkach niewcinanych, wrębnych lub klapowanych.
KwiatyZebrane w okazałe zwykle baldachy złożone. Pokryw brak lub składają się z 1–2 listków, pokrywki zaś są liczne. W środkowych baldaszkach kwiaty są obupłciowe, a w skrajnych często tylko męskie. Kwiatów w baldaszkach jest wiele, podobnie jak baldaszków w kwiatostanie złożonym. Kielich drobny, często ze słabo widocznymi ząbkami działek lub są one trójkątne albo lancetowate. Płatki korony białe, żółtawe, zielonkawe lub czerwonawe, wycięte na końcach, w kwiatach brzeżnych płatki bywają większe od tych znajdujących się wewnątrz baldachów. Zalążnia dolna, dwukomorowa, w każdej z komór z pojedynczym zalążkiem. Stylopodium stożkowate, szyjki słupka krótkie, proste lub odgięte. Krążek miodnikowy, niski, stożkowaty, o brzegu falistym.
OwoceRozłupnia rozpadająca się na dwie eliptyczne lub jajowate, silnie spłaszczone rozłupki, na brzegu oskrzydlone, nagie lub owłosione.

## Systematyka
Pozycja systematyczna
Jeden z rodzajów podplemienia Tordyliinae, plemienia Tordylieae, podrodziny Apioideae z rodziny selerowatych (Apiaceae).
Wykaz gatunków
- Heracleum abyssinicum (Boiss.) C.Norman
- Heracleum aconitifolium Woronow
- Heracleum akasimontanum Koidz.
- Heracleum albovii Manden.
- Heracleum amanum Boiss. & Kotschy
- Heracleum angustisectum (Stoj. & Acht.) Peev
- Heracleum anisactis Boiss. & Hohen.
- Heracleum antasiaticum Manden.
- Heracleum apiifolium Boiss.
- Heracleum argaeum Boiss. & Balansa
- Heracleum asperum (Hoffm.) M.Bieb.
- Heracleum austriacum L.
- Heracleum bhutanicum M.F.Watson
- Heracleum biternatum W.W.Sm.
- Heracleum candicans Wall. ex DC.
- Heracleum × carbonnieri Reduron, Michaud & J.Molina
- Heracleum carpaticum Porcius – barszcz karpacki[8]
- Heracleum chorodanum (Hoffm.) DC.
- Heracleum crenatifolium Boiss.
- Heracleum cyclocarpum K.Koch
- Heracleum dalgadianum S.M.Almeida
- Heracleum dissectifolium K.T.Fu
- Heracleum dissectum Ledeb.
- Heracleum egrissicum Gagnidze
- Heracleum elgonense (H.Wolff) Bullock
- Heracleum fargesii H.Boissieu
- Heracleum forrestii H.Wolff
- Heracleum franchetii M.Hiroe
- Heracleum freynianum Sommier & Levier
- Heracleum gorganicum Rech.f.
- Heracleum grandiflorum Steven ex M.Bieb.
- Heracleum hemsleyanum Diels
- Heracleum henryi H.Wolff
- Heracleum humile Sm.
- Heracleum incanum Boiss. & A.Huet
- Heracleum jacquemontii C.B.Clarke
- Heracleum kansuense Diels
- Heracleum kingdonii H.Wolff
- Heracleum lehmannianum Bunge
- Heracleum leskovii Grossh. – barszcz Leskowa[10]
- Heracleum ligusticifolium M.Bieb.
- Heracleum likiangense H.Wolff
- Heracleum mantegazzianum Sommier & Levier – barszcz Mantegazziego
- Heracleum maximum W.Bartram – barszcz wełnisty[11]
- Heracleum moellendorffii Hance
- Heracleum nyalamense R.H.Shan & T.S.Wang
- Heracleum oncosepalum (Hand.-Mazz.) Pimenov & Kljuykov
- Heracleum oreocharis H.Wolff
- Heracleum orphanidis Boiss.
- Heracleum ossethicum Manden.
- Heracleum paphlagonicum Czeczott
- Heracleum pastinaca Fenzl
- Heracleum pastinacifolium K.Koch
- Heracleum persicum Desf. ex Fisch., C.A.Mey. & Avé-Lall. – barszcz perski[12]
- Heracleum peshmeniana Ekim
- Heracleum pinnatum C.B.Clarke
- Heracleum platytaenium Boiss.
- Heracleum ponticum (Lipsky) Schischk. ex Grossh.
- Heracleum pubescens (Hoffm.) M.Bieb. – barszcz kosmaty
- Heracleum pumilum Vill.
- Heracleum rapula Franch.
- Heracleum rawianum C.C.Towns.
- Heracleum rechingeri Manden.
- Heracleum × rodnense Nyár. & Todor
- Heracleum roseum Steven
- Heracleum scabridum Franch.
- Heracleum scabrum Albov
- Heracleum schansianum Fedde ex H.Wolff
- Heracleum schelkovnikowii Woronow
- Heracleum sibiricum L. – barszcz syberyjski
- Heracleum sommieri Manden.
- Heracleum sosnowskyi Manden. – barszcz Sosnowskiego
- Heracleum souliei H.Boissieu
- Heracleum sphondylium L. – barszcz zwyczajny
- Heracleum stenopteroides Fedde ex H.Wolff
- Heracleum stenopterum Diels
- Heracleum subglabrum Kitam.
- Heracleum subtomentellum C.Y.Wu & M.L.Sheh
- Heracleum sumatranum Buwalda ex Steenis
- Heracleum taylorii C.Norman
- Heracleum tiliifolium H.Wolff
- Heracleum trachyloma Fisch. & C.A.Mey.
- Heracleum vicinum H.Boissieu
- Heracleum villosum (Hoffm.) Fisch. ex Spreng. – barszcz owłosiony[11]
- Heracleum wenchuanense F.T.Pu & X.J.He
- Heracleum wilhelmsii Fisch. & C.A.Mey. – barszcz Wilhelmsa[10]
- Heracleum wolongense F.T.Pu & X.J.He
- Heracleum woodii M.F.Watson
- Heracleum xiaojinense F.T.Pu & X.J.He
- Heracleum yungningense Hand.-Mazz.

## Zastosowanie
- Kilka gatunków azjatyckich i kaukaskich osiągających okazałe rozmiary, z kwiatostanami o średnicy do 1 m, rozpowszechnionych zostało w Europie i Ameryce Północnej jako rośliny ozdobne i pastewne: barszcz Mantegazziego H. mantegazzianum, barszcz Sosnowskiego H. sosnowskyi i barszcz perski H. persicum[5].
- Niektóre gatunki wykorzystywane są jako lecznicze (np. w tradycyjnej medycynie chińskiej[6]), jadalne, pastewne i przyprawowe[5]. Ważną przyprawą w Sikkimie są owoce H. sphondylium var. montanum[5]. Korzenie, łodygi i liście tego gatunku były jadane w Ameryce Północnej[5]. Gatunek ten opisywany jest także jako ważne warzywo dla Słowian, stopniowo zapominane w XVIII i XIX wieku[13].
- Z łodyg dużych gatunków barszczu współcześni muzycy ludowi wytwarzają instrumenty dęte[14].